# La viuda de Rafael
La viuda de Rafael è una serie televisiva argentina in onda su Televisión Pública Argentina dal 13 novembre al 4 dicembre 2012, con protagonisti Camila Sosa Villada, Rita Cortese, Fabián Gianola e Lucas Crespi. Venne trasmessa dal martedì al giovedì alle 22:30.

## Trama
Il ricco uomo d'affari Rafael Jiménez, cresciuto in una famiglia cattolica ultraconservatrice, convive felicemente da quasi vent'anni con Nina, una donna transessuale che egli stesso ha aiutato a sottoporsi alle operazioni per la riassegnazione del genere. La vita sentimentale di Rafael è malvista e osteggiata da parte del fratello Josema e della madre Matilde. Mentre è alla guida, riceve una telefonata del fratello che gli chiede un prestito economico per ripagare dei debiti di gioco; Rafael, distratto e indispettito, subisce un incidente e perde la vita.
Alla morte di Rafael, Nina si vede costretta a lottare per i propri diritti di "vedova" contro la suocera e i familiari del defunto.

## Produzione
La fiction venne scritta da Tony Lestingi e Marcelo Nacci e fu tratta dall'omonimo romanzo del portoricano Luis Daniel Estrada Santiago.
Le vicende raccontate nella serie si svolgono alcuni anni prima dell'entrata in vigore della legge sul matrimonio egualitario promulgata in Argentina.
L'attrice Rita Cortese, interprete dell'antagonista principale, dichiarò: "Questa fiction è importante per celebrare l'enorme passo che l'Argentina ha fatto, perché queste cose sono realmente accadute in coppie che hanno vissuto insieme per 20 anni, si adoravano e quando uno è morto, la famiglia non li ha nemmeno lasciati andare alla veglia. Sicuramente aiuterà le persone ad aprire un po' di più la mente".
Per le tematiche trattate, come la lotta contro i pregiudizi di genere e le discriminazioni verso le persone transgender, la fiction fu ritenuta di interesse sociale, culturale e a favore della promozione e difesa dei diritti umani; venne premiata in un evento pubblico presentato dalla deputata María Rachid.
Le musiche originali furono curate da Fabio Lacolla e Richy Salguero, la sigla di apertura fu Bolero de Rafael interpretato dall'attrice Camila Sosa Villada.
La critica apprezzò il prodotto, lodandone l'originalità dei contenuti e la qualità della recitazione.
Ricardo Marín, su La Nación, scrisse: "Senza cadere nello stereotipo, con un trattamento rispettoso delle caratteristiche del tipo di personaggi che riflette, non cade nella trappola di prendere le distanze dalla realtà per mostrare tipi umani senza difetti o nascondere atteggiamenti discriminatori per paura di interpretazioni errate che offendono qualcuno".